# Bobby Wagner
Pour les articles homonymes, voir Wagner.
(en) Statistiques sur pro-football-reference
Bobby Joseph Wagner, né le 27 juillet 1990 à Los Angeles, est un sportif professionnel américain de football américain évoluant au poste de linebacker dans la National Football League (NFL) depuis la saison 2012 et jouant actuellement pour les Commanders de Washington.
Sélectionné en 47e choix global lors du deuxième tour de la draft 2012 de la NFL par la franchise des Seahawks de Seattle, il y joue pendant dix saisons (2012-2021), remportant le Super Bowl XLVIII au terme de la saison 2013. Il rejoint ensuite les Rams de Los Angeles en 2022, revient à Seattle en 2023 et passe finalement les Commanders en 2024.
Considéré comme un des meilleurs linebackers de l'histoire de la NFL, il accumule les récompenses en étant sélectionné, dans l'équipe des meilleurs rookies 2012 par les Pro Football Writers of America (en)(PFWA), pour le Pro Bowl à 9 reprises (2014–2021, 2023), dans la première équipe All-Pro à six reprises (2014, 2016–2020) et dans sa deuxième à quatre reprises (2015, 2021–2023). Leader de la NFL au nombre de plaquages sur une saison à trois reprises (2016, 2019 et 2023), il est sélectionné dans l'équipe de la décade 2010 de la NFL et se voit décerner l'Art Rooney Award 2023 (en).

## Biographie

### Carrière universitaire
Au niveau universitaire, Wagner joue pour les Aggies de l'université d'État de l'Utah pendant quatre saisons (2008-2011) dans la NCAA Division I FBS et sa Western Athletic Conference (WAC) où il est sélectionné à trois reprises dans la première équipe de la WAC (2009–2011) et où il est désigné meilleur joueur du Senior Bowl 2012.

### Carrière professionnelle

#### Draft
Wagner est sélectionné en 47e choix global lors du deuxième tour de la draft 2012 de la NFL par la franchise des Seahawks de Seattle.

#### Seahawks de Seattle (2012-2021)
Le 2 février 2014, il remporte avec les Seahawks le Super Bowl XLVIII sur le score de 43 à 8.
Avec Seattle, il dispute 151 matchs y totalisant 1 383 plaquages (record de la franchise), 23 ½ sacks, 6 fumbles forcés, 11 interceptions et 1 touchdown.

#### Rams de Los Angeles (2022)
Le 31 mars 2022, Wagner signe un contrat de cinq ans avec Rams de Los Angeles,. Au terme de la saison 2022, il totalise 6 sacks, 140 plaquages, 2 interceptions et 5 passes défendues lors des 17 matchs joués en tant que titulaire. Il est sélectionné dans la deuxième équipe All-Pro et est classé par ses pairs, 62e des joueurs du Top 100 de la saison 2022 de la NFL. De commun accord, il est libéré le 23 février 2023.

#### Seahawks de Seattle (2023)
Le 25 mars 2023, Wagner signe un contrat d'un an pour un montant de 7 millions de $ avec les Seahawks de Seattle,.
Au terme de la saison 2023, il est le meilleur de la ligue au nombre de plaquages (183) et est sélectionné pour participer à son 9e Pro Bowl. Il totalise également 3 ½ sacks, 3 passes défendues, et un fumble recouvert en 17 matchs dont 16 en tant que titulaire. Il est sélectionné dans la deuxième équipe All-Pro par l'Associated Press et se voit décerner l'Art Rooney Award 2023 (en).

#### Commanders de Washington (2024)
Le 15 mars 2024, Wagner signe un congtrat d'un an pour un montant de 8,5 millions de dollars avec les Commanders de Washington,.